# بشکه (یکا)
بشکه، واحد حجمی برابر با ۱۰۰تا

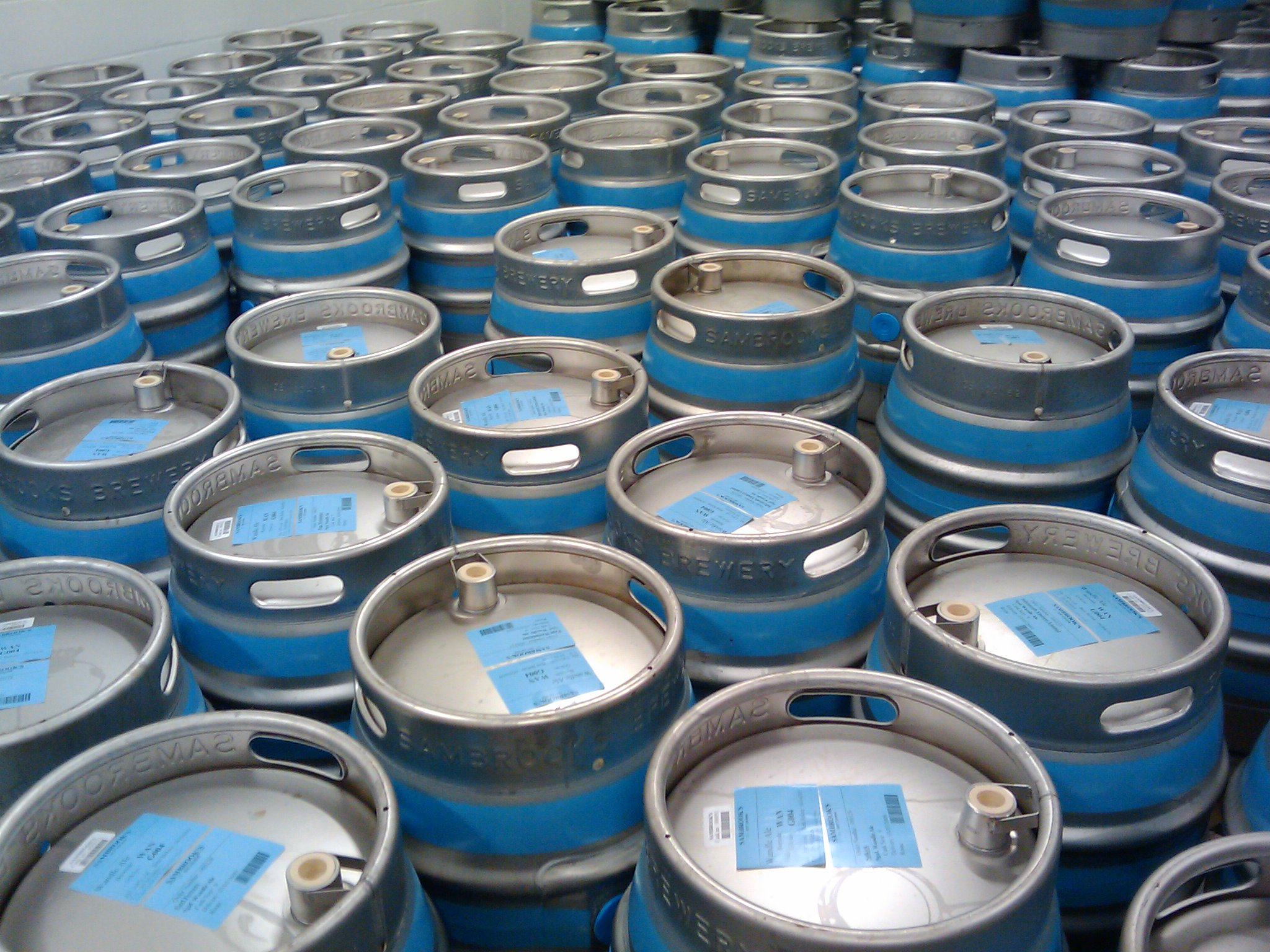
بشکه، واحد حجمی برابر با ۱۰۰تا ۲۰۰ لیتر

۲۰۰ لیتر است. یک بشکه نفت برابر با ۱۵۸٫۹۸۷۳ لیتر می‌باشد. 
هر بشکه نفت خام در معاملات بین المللی معادل ۴۲ گالُن محاسبه و ردوبدل میشود و به احتساب هر گالُن ۳.۷۸۵۴ لیتر هر بشکه  در حدود ۱۵۹ لیتر گنجایش دارد البته در جابجایی های داخلی کشورها از بشکه هایی با ظرفیت بالاتر استفاده میشود.